# Avant toi (chanson de Vitaa et Slimane)
Pour les articles homonymes, voir Avant toi.
Singles de Vitaa et Slimane
Ça va ça vient
(2019) Pas beaux
(2020)
Clip vidéo
[vidéo] « Avant toi », sur YouTube
Avant toi est une chanson de Vitaa et Slimane sortie le 15 novembre 2019. Le titre sert de troisième extrait à leur album commun VersuS.

## Clip vidéo
Le clip vidéo est sorti le 9 décembre 2019 et montre Vitaa et Slimane habillés en noir traverser Paris la nuit sous les lumières de la ville. Plusieurs lieux sont visités tels que le pont de Bir-Hakeim, la Place Vendôme, ou la basilique du Sacré-Cœur de Montmartre.

## Distinctions
Avant toi a reçu le prix de la chanson francophone de l'année lors des NRJ Music Awards 2020. Le titre remporte également l'émission la Chanson de l'année en 2020 sur TF1.

## Classements

### Classements hebdomadaires
| Classement (2019-20)                    | Meilleure position |
| --------------------------------------- | ------------------ |
| Belgique (Wallonie Ultratop 50 Singles) | 2                  |
| France (SNEP)                           | 11                 |
| France (SNEP Ventes)                    | 2                  |
| France (SNEP Radio)                     | 6                  |
| Suisse (Schweizer Hitparade)            | 45                 |
| Suisse (Charts Romandie)                | 3                  |

### Autres classements
En Allemagne, le titre est utilisé pour une chorégraphie lors la diffusion d'un prime de l'émission Danse avec les stars. Le titre se classe alors en 1re position d'Apple Music en Autriche mais également en 9e position en Allemagne et en 8e position en Suisse.

## Certifications
| Pays     | Organisme | Certification | Seuil                            |
| -------- | --------- | ------------- | -------------------------------- |
| France   | SNEP      | Diamant       | 50 millions d'équivalent streams |
| Belgique | Ultratop  | 2x Platine    | 40 000                           |